# Ptyelinellus praefractus
Ptyelinellus praefractus är en insektsart som först beskrevs av William Lucas Distant 1908.  Ptyelinellus praefractus ingår i släktet Ptyelinellus och familjen spottstritar. Inga underarter finns listade i Catalogue of Life.